# Olga Medici del Vascello
Olga Medici del Vascello, född 1882, död 1966, var en italiensk politiker (Nationella fascistpartiet).
Hon var dotter till Carlo Giovanni Napoleone Leumann och Amalia Cerutti och gifte sig med adelsmannen markis Giacomo Medici del Vascello.
Hon tillhörde det delade ledarskapet för fascisternas kvinnoförbund, Fasci Femminili. 1930 lämnades posten som nationell ledare för Fasci Femminili vakant efter 
Angiola Moretti. Efter detta fanns ingen nationell ledare för fascistkvinnorna, endast lokala ledare, fram till 1937, när ett delat ledarskap bildades under två "inspektriser", Clara Franceschini och Giuditta Stelluti Scala Frascara, följd 1938 av ytterligare fyra: Wanda Bruschi Gorjux, och Laura Marani Argnani, Teresita Menzinger Ruata, och Olga Medici del Vascello.  Fascistpartiet tillät inte kvinnor i partiet utom som medlemmar i dessa kvinnogrupper. 